# SolidWorks
SolidWorks ist ein 3D-CAD-Programm. Hersteller ist das Softwareunternehmen Dassault Systèmes SolidWorks Corp., eine Tochtergesellschaft der französischen Dassault Systèmes.

## Firmengeschichte
Gegründet wurde SolidWorks 1993 in Waltham, Massachusetts von Jon Hirschtick, der zehn Jahre vorher bei Computervision war. Am Markt wurde die Software 1995 eingeführt. Es war damals die erste weitverbreitete 3D CAD-Software.
Im Jahr 1997 verkaufte er seine Firma für 310 Mio. US-Dollar an Dassault Systèmes (Frankreich) unter dem damaligen Chef Bernard Charles.
Er blieb bis 2011 weiter bei SolidWorks, aber ein Jahr später fing er mit der Entwicklung von Onshape an.
Heute gibt es Entwicklungsstandorte in Los Angeles (USA), Cambridge (England), Hägersten (Schweden) und Indien.

## CAD-Programm

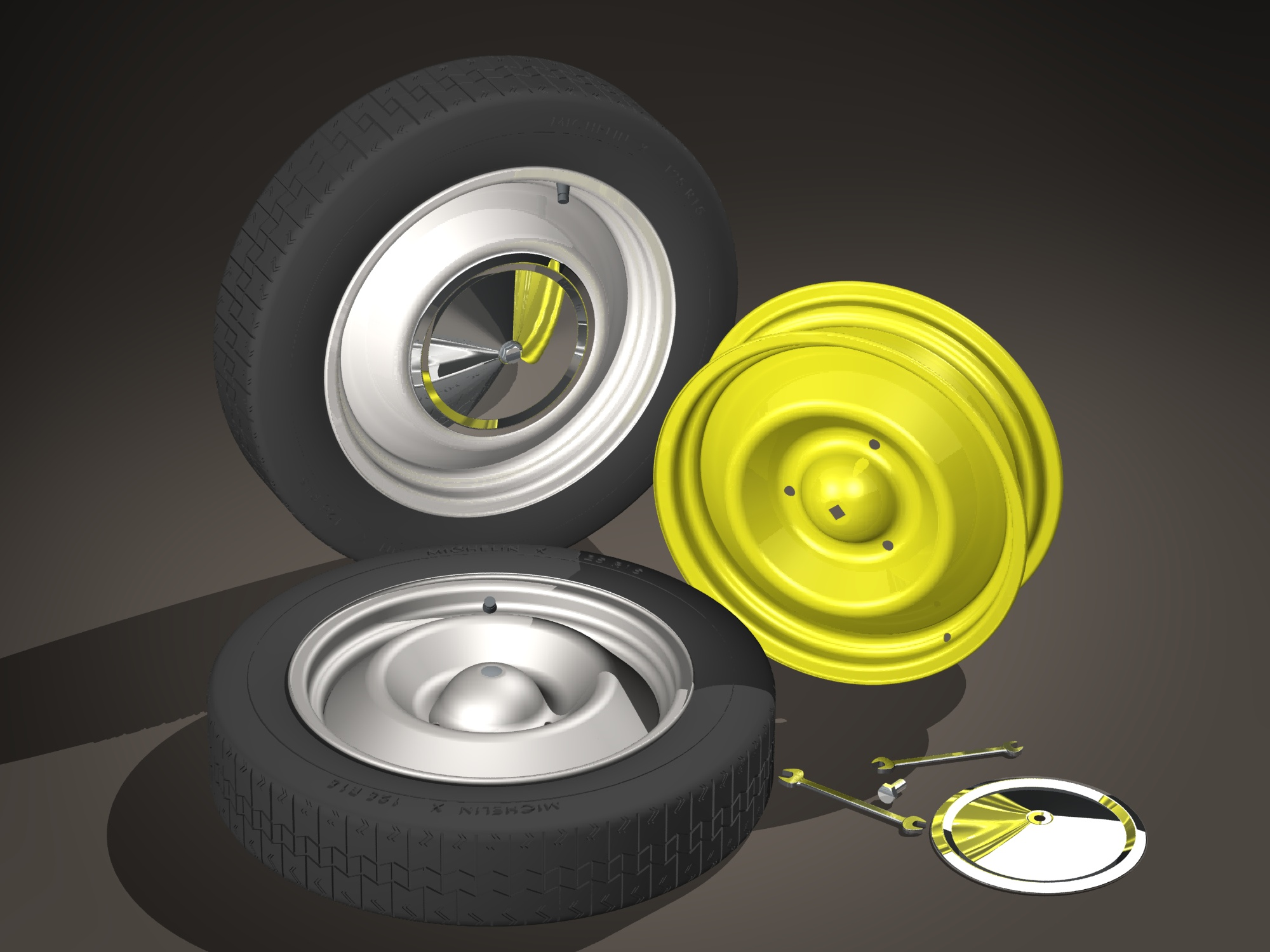
Mit SolidWorks erstellte Zusammenstellung

SolidWorks ist eine CAD-Software, mit der parametrische Modelle, Baugruppen und Zeichnungen erzeugt werden können. Typisch ist die Arbeitsweise mit Beziehungen (die Ausrichtung von Elementen zueinander) und Bemaßungen (Ausrichten durch Werte). Eine Modularisierung in Einzelschritte (Features) garantiert eine Bearbeitung früherer Arbeitsschritte zu jedem Zeitpunkt. So entstehen Teile, die in Baugruppen verwendet werden und dann in Zeichnungen abgeleitet werden. Auf die drei Arbeitsbereiche kann auch aus den anderen Bereichen zugegriffen werden, wobei jedes Maß über Gleichungen und Tabellen gesteuert werden kann.
Die Programmoberfläche ist Ribbon-ähnlich und gliedert sich thematisch, beispielsweise in Schweiß-, Blech- und Gusskonstruktionen. Zusatzanwendungen wie Rendering und die Simulationsfunktionen können bei Bedarf eingeblendet werden.
In der günstigen Ausführung SolidWorks Standard sind bereits einfache FEM- und Flüssigkeits- und Bewegungssimulationen vorhanden.
SolidWorks benutzt den Parasolid-Kern von Siemens PLM Software in Lizenz. Da SolidWorks auf dem Parasolid-Kern aufsetzt und sich die beiden Produkte CATIA und SolidWorks als Wettbewerber darstellen, findet derzeit kein gegenseitiger Austausch von Funktionalitäten statt. Während SolidWorks für kleinere und mittlere Maschinenbauer gedacht ist, hat CATIA seinen Fokus eher im Bereich der OEM-Prozessketten, im Produktdesign und generell bei den Zulieferern der Automobil-, Luft- und Raumfahrtindustrie.
Der DWG-Editor ist seit 2011 nicht mehr Bestandteil von SolidWorks. Stattdessen steht das 2D-Editierprogramm DraftSight zur Verfügung, das eine DWG-Schnittstelle bietet.
SolidWorks wird laut Hersteller von mehr als 2,1 Millionen Konstrukteuren und Entwicklern weltweit eingesetzt.

## Pakete

### Kommerzielle Produkte
- SolidWorks Standard
- SolidWorks Professional
- SolidWorks Premium

- SolidWorks Mechanical Conceptual

- SolidWorks Simulation Professional
- SolidWorks Simulation Premium
- SolidWorks Inspection
- SolidWorks Plastics Professional
- SolidWorks Plastics Premium
- SolidWorks Plastics Advanced
- SolidWorks Flow Simulation
- SolidWorks Electrical schematic/3D/Professional
- SolidWorks PCB Design
- SolidWorks PDM Professional
- SolidWorks Manage
- SolidWorks Composer
- SolidWorks Sustainability

#### SolidWorks Standard
„SolidWorks Standard“ ist das Kernprodukt mit folgenden Modulen:
- Werkzeuge für 3D-CAD-Konstruktion: Skizze, Einzelteile und Baugruppen, 2D-Zeichnungen
- Kollisionsanalyse
- Bohrungsassistent mit Unterstützung gängiger Industrienormen (nicht jedoch die gesamte „Toolbox“)
- Blechmodul (Blechteile mit Abwicklung)
- Animation und Visualisierung
- Schweißkonstruktionen
- Oberflächenmodellierung
- SolidWorks Simulation Xpress (ein einfaches Elementanalyse-Programm)
- CAD-Schnittstellen (Datenaustausch in 2D und 3D mit anderen CAD-Programmen)

#### SolidWorks Professional
Das „SolidWorks Professional“-Paket besteht aus „SolidWorks Standard“ und folgenden Modulen:
- Toolbox (z. B. wichtige 3D-Normteile)
- SolidWorks Animator
- Design Checker
- SolidWorks eDrawings Professional
- FeatureWorks (erkennen von Features aus z. B. mit STEP oder IGES importierten 3D-Modellen)
- SolidWorks Workgroup PDM
- PhotoView 360
- Task Scheduler
- Utilities
- 3D Instant Website
- SolidWorks Costing

#### SolidWorks Premium
Das „SolidWorks Premium“- Paket besteht aus „SolidWorks Standard“ und „Professional“ sowie folgenden Modulen:
- SolidWorks Simulation
- SolidWorks Motion
- Routing
- ScanTo3D
- TolAnalyst
- CircuitWorks

### Educational Products
- SolidWorks Student Design Kit
- SolidWorks Education Edition
- SolidWorks Student Edition

#### SolidWorks Student Design Kit
Das SolidWorks Student Design Kit ist eine Testversion der SolidWorks Education Edition mit reduzierter Funktionalität.

#### SolidWorks Education Edition
Die SolidWorks Education Edition ist eine lizenzierte Version von SolidWorks für Schüler. Das Paket umfasst unter anderem die SolidWorks Premium Software sowie SimulationXpress zur Konstruktionsprüfung.

#### SolidWorks Student Edition
Die SolidWorks Student Edition kann von Studenten außerhalb des Klassenzimmers benutzt werden. Diese Edition ist mit oder ohne SolidWorks SimulationXpress erhältlich und enthält die SolidWorks Standard-Software sowie eDrawings.

## Einsatzgebiete
SolidWorks ist konzipiert für die mechanische Konstruktion in kleinen und mittleren Unternehmen und findet Verwendung in Maschinenbau, Werkzeugbau, Blechbearbeitung, Industrie- und Konsumgüter-Design, Schiffbau, Medizintechnik und Anlagenbau.

## Fachliteratur und Schulungsunterlagen
- Gerhard Engelken: 3D-Konstruktion mit SolidWorks. Carl Hanser Verlag, München 2006, ISBN 3-446-40282-9 (210 Seiten + CD).
- Harald Vogel: Konstruieren mit SolidWorks. 5. Auflage. Carl Hanser Verlag, München 2012, ISBN 978-3-446-43076-1 (403 Seiten + DVD).
- Ralph Stelzer, Wolfgang Steger: SolidWorks: Grundlagen der Modellierung und des Programmierens. Pearson Studium, München 2009, ISBN 978-3-8273-7367-0 (336 S.).
- Michael Schabacker, Sándor Vajna (Hrsg.): SolidWorks – kurz und bündig: Grundlagen für Einsteiger. Vieweg + Teubner Verlag, Wiesbaden 2009, ISBN 978-3-8348-0314-6 (150 S.).
- Volker Krämer: Praxishandbuch Simulationen in SolidWorks 2010. Carl Hanser Verlag, München 2010, ISBN 978-3-446-42165-3 (312 Seiten + DVD).
- Michael Brand: FEM-Praxis mit Solidworks – Simulationen durch Kontrollrechnung und Messung verifizieren. Springer Vieweg Verlag, ISBN 978-3-8348-1808-9 (186 Seiten)
- Ralf Tide: SolidWorks 2011 für Experten. Carl Hanser Verlag, München 2011, ISBN 978-3-446-41857-8 (260 Seiten + Daten zum Download).
- Hans-J. Engelke: SolidWorks 2012. Teil 1 – Skizzen, Modelle und Bauteile. Books on Demand, Norderstedt 2011, ISBN 978-3-8448-1014-1 (480 S.).
- Hans-J. Engelke: SolidWorks 2012. Teil 2 – Bauteile, Baugruppen, mechanische Bewegungen. Books on Demand, Norderstedt 2012, ISBN 978-3-8482-1018-3 (520 S.).
- Jörg Stadtfeld, Gunnar Mühlenstädt: Crashkurs SolidWorks. 3. Auflage. Teil 1 – Einführung in die Konstruktion von Bauteilen und Baugruppen. Dr.-Ing. Paul Christiani, Konstanz 2014, ISBN 978-3-86522-340-1 (169 Seiten inkl. DVD mit begleitenden Videos zu allen Bauteilen und Baugruppen).
- Jörg Stadtfeld, Gunnar Mühlenstädt: Crashkurs SolidWorks. Teil 2 – Einführung in die Erstellung von Dokumentenvorlagen und Blattformaten. Dr.-Ing. Paul Christiani, Konstanz 2015, ISBN 978-3-86522-946-5 (95 Seiten inkl. DVD mit begleitenden Videos zu allen Kapiteln).
- Jörg Stadtfeld, Gunnar Mühlenstädt: Crashkurs SolidWorks. Teil 3 – Einführung in die Zeichnungsableitung von Bauteilen und Baugruppen. Dr.-Ing. Paul Christiani, Konstanz 2015, ISBN 978-3-86522-947-2 (260 Seiten inkl. DVD mit begleitenden Videos zu allen Zeichnungsableitungen).
- Hans-J. Engelke: SolidWorks 2015 Teil 1 Skizzen, Modelle und Bauteile, Zeichnungsableitungen, Belastungsanalyse. Books on Demand, Norderstedt 2015, ISBN 978-3-7347-5294-0 (596 S.).
- Hans-J. Engelke: SolidWorks 2015 Teil 2 Bauteile, Baugruppen, Zeichnungsableitungen, Bewegungsstudien. Books on Demand, Norderstedt 2015, ISBN 978-3-7347-9129-1 (696 S.).
- Hans-J. Engelke: SolidWorks 2015 Teil 3 – Lagerungen – Baugruppentraining. Books on Demand, Norderstedt 2015, ISBN 978-3-7386-3429-7 (564 S.).
- Hans-J. Engelke: SolidWorks 2015 Teil 4 – Getriebe – Baugruppentraining. Books on Demand, Norderstedt 2015, ISBN 978-3-7392-0048-4 (664 S.).